# Kengzi
Kengzi (kinesiska: 坑梓) är ett stadsdelsdistrikt i staden Shenzhen i provinsen Guangdong i sydöstra Kina. Det ligger i stadsdistriktet Pingshan. Antalet invånare vid folkräkningen 2020 var 131 962.